# Carabus roseni
Carabus (Miomocarabus) roseni – gatunek chrząszcza z rodziny biegaczowatych i podrodziny Carabinae.
Gatunek ten został opisany w 1897 roku przez Edmunda Reittera. Lokalizacją typową jest Heidarabad w irańskiej części gór Kopet-dag
Chrząszcz palearktyczny o chorotypie turańskim. Zasiedla północno-wschodni Iran, przy czym podawany m.in. z ostanów Mazandaran i Teheran oraz góry Kopet-dag w Turkmenistanie.
Wyróżnia się trzy podgatunki tego biegacza:
- Carabus roseni gonbadensis Deuve, 1991
- Carabus roseni hemicalosoma Semenov, 1903
- Carabus roseni roseni Reitter, 1897